# Esmeralda (voornaam)
Esmeralda is een voornaam die gebruikt wordt voor meisjes. De naam is afkomstig van het Griekse woord smaragdos, dat via het Latijnse smaraldus in het Frans terecht kwam als esmeralde en in het Spaans als esmeralda. De naam verwijst naar de smaragd.
In Nederland kwam de naam vooral in gebruik sinds de jaren 60 van de 20e eeuw.
De naam is onder andere bekend uit de roman De klokkenluider van de Notre Dame van Victor Hugo, waarin Esmeralda een van de hoofdpersonages is. Naast personen zijn er ook diverse schepen vernoemd naar Esmeralda, zoals het 16e-eeuwse Portugese schip Esmeralda of het 20e-eeuwse Chileense zeilschip Esmeralda. Tevens zijn er geografische benamingen als Esmeralda County.

## Personen
- Esmeralda van Boon
- Esmeralda Nieuwendorp
- Esmeralda Ossendrijver
- Marie Esmeralda van België

## Trivia
- De prinses in Sprookje (1962) van Jaap Fischer heet Esmeralda, "Maar zeg maar Liesje".